# Gráfbejárás
A számítástechnikában a gráfbejárás (más néven gráfkeresés) arra utal, hogy a gráf valamennyi csúcsát bejárja (ellenőrzi és/vagy frissíti) az algoritmus. Az ilyen bejárásoknál fontos a csúcsok bejárásának sorrendje. A fabejárás a gráf bejárásának egy különleges esete. 

## Redundancia
A fabejárással ellentétben a gráfbejárásnál a csúcsokat egynél többször is bejárhatjuk, mert előre nem tudható, hogy azokat csúcsokat már korábban bejárták-e. Ahogy a gráfok sűrűbbé válnak, nő a megoldáshoz szükséges idő; a gráfok egyszerűsödésénél ennek az ellenkezője igaz. Nem szabad megfeledkezni arról, hogy mely csúcsokat járta már be korábban az algoritmus, hogy a lehető legkevesebb alkalommal kerüljön sor vizsgálatra (illetve, hogy megakadályozzuk a folyamat végtelen futását). Ez úgy valósítható meg, hogy a gráf csúcsait „szín” vagy „megtekintett” állapothoz kapcsoljuk a bejárás során, amit ellenőrizni és frissíteni kell, ha az algoritmus eljut egy-egy csúcshoz. Ha egy csúcsnál már járt az algoritmus, akkor azt figyelmen kívül hagyja, és lezárja azt az útvonalat, ellenkező esetben az algoritmus ellenőrzi/frissíti a csúcsot és folytatja az utat tovább. 
A gráfok számos speciális esete magában foglalja a szerkezetükben lévő más-más csúcsok bejárását, így nem szükséges rögzíteni az áthaladás tényét. Jó példa erre a fa: az áthaladás során feltételezhető, hogy az aktuális csúcs minden összes „elődjét” (és az algoritmustól függően mást is) bejártak már korábban. Mind a mélységi, mind a szélességi gráfkeresés faalapú algoritmusok adaptációja, amelyet elsősorban a szerkezetileg meghatározott „gyökér” csúcs hiánya és egy olyan adatszerkezet hozzáadása jellemez, mely tartalmazza a csúcsok állapotát a bejárás tekintetében.

## Gráfbejáró algoritmusok
Ha egy gráf minden csúcsát faalgoritmus segítségével kell bejárni (például DFS vagy BFS), akkor az algoritmust legalább egyszer meg kell hívni a gráf minden komponensén. Ez könnyen megvalósítható, ha a gráf minden egyes csúcsán iterációt végzünk, és minden egyes olyan csúcson elvégezzük az algoritmust, amelyet még nem jártunk be. 

### Mélységi keresés
A mélységi keresés (DFS) egy algoritmus, mely véges gráfot jár be. A DFS bejárja az élek mentén a csúcsokat, mielőtt elindul a szomszédos csúcsokhoz, vagyis áthalad minden út mélységén, mielőtt feltárná annak szélességét. Az algoritmus megvalósításához általában egy verem (gyakran a program hívási verme rekurzió révén) használható. 

A mélységi keresés szemléltetése

Az algoritmus egy kiválasztott „gyökér” csúcstól indul; ezután iteratívan áttér az aktuális csúcsról egy olyanra, ahol korábban még nem járt, addig amíg már nem talál bejáratlan csúcsot az aktuális él mentén. Az algoritmus ezután visszalépked a korábban bejárt csúcsok mentén, amíg meg nem talál egy csúcsot, amely még nem bejárt területhez kapcsolódik. Ezután folytatja a bejárást az új útvonalon, a korábbihoz hasonlóan visszalép, ha zsákutcába ér, és ez a folyamat csak akkor fejeződik be, ha az algoritmus már az első lépésnél vissza kell, hogy lépjen a „gyökér” csúcsra. 
A DFS sok gráfokhoz kapcsolódó algoritmus alapja, ideértve a topologikus sorrendet és a síkgráfteszteket.  

#### Pszeudokód
- Bemenet: Adott egy G gráf, és a G egy v csúcsa.
- Kimenet: a v-hez csatlakoztatott élek felfedezett és hátsó élként vannak feltüntetve

```
eljaras
 DFS ( 
G
, 
v
 ) 
is

   
v-
t bejartnak jelöli
   
for all
 el e in G.incidentEdges 
(V)
 
do

      
if
 
e
 el bejaratlan, 
then

         
w
 ← 
G
 .adjacentVertex ( 
v
, 
e
 )
         
if
 
w
 csucsot nem jartak be 
then

           jelölje meg az 
e-
 t bejart elkent
           rekurzivan hivja a DFS-t ( 
G
, 
w
 )
       
else

           jelölje meg az 
e-t
 hatso elkent
```

### Szélességi keresés
A szélességi keresés (BFS) egy másik módszer a véges gráfok bejárására. A BFS először a szomszédos csúcsokat járja be, mielőtt áttérne az élek menti csúcsokra, és a keresési folyamatban sor kerül felhasználásra. Ezt az algoritmust gyakran használják arra, hogy megtalálják a legrövidebb útvonalat az egyik csúcstól a másikig. 

#### Pszeudokód
- Bemenet: Adott egy G gráf, és a G egy v csúcsa.
- Kimenet: A v-hez legközelebb eső csúcs, ami bizonyos feltételeknek felel meg, vagy nulla, ha nem létezik ilyen csúcs.

```
 
eljaras
 BFS 
(G,
 
v)
 
is

     hozzon letre egy 
Q
 sort
     vigyük 
v
 csucsot 
Q-ra

     jelöljük 
v-t
 
     
while
 
Q
 nem üres 
do

        
w
 ← 
Q
 .dequeue ()
        
if
 
w
 az amit keresünk 
then

              
return
 
w

        
for all
 el e in G.adjacentEdges
(w)
do

             
x
 ← 
G
.adjacentVertex ( 
w
, 
e
 )
             
if
 
x
 nincs megjelölve 
then

                
x
 
                vigyük 
x-t
 a 
Q-
ra
      
return
 null
```

## Alkalmazások
A szélességi keresés számos probléma megoldására használható a gráfelméletben, például: 
- az összes csúcs megkeresése egy összefüggő komponensen belül;
- Cheney algoritmusa;
- két csúcs közötti legrövidebb út megkeresése;
- egy gráf tesztelése a kétoldalúság szempontjából;
- Cuthill–McKee-algoritmus hálószámozása;
- Ford–Fulkerson-algoritmus a maximális folyam kiszámításához egy áramlási hálózatban;
- egy bináris fa sorosítása/érdemessé tétele vs. sorba rendezés rendezett sorrendben (lehetővé teszi a fa hatékony rekonstruálását);
- labirintus generációs algoritmusok;
- áradás kitöltése algoritmus kétdimenziós kép vagy n-dimenziós tömb szomszédos területeinek megjelölésére;
- hálózatok és kapcsolatok elemzése.

## Gráf feltárása
A gráf feltárása a gráfbejárás egyik változatának tekinthető. Ez egy online probléma, ami azt jelenti, hogy a gráfra vonatkozó információk csak az algoritmus futási ideje alatt kerülnek feltárásra. Az általános modell a következő: adott G = (V,E) összekapcsolt gráf nem negatív élsúlyokkal. Az algoritmus valamelyik csúcsról indul, és ismeri az összes bemenő kimenő élt, és az ezen élek végén lévő csúcsokat - de nem többet. Ha egy új csúcsot keresünk fel, akkor ismerjük az összes kimenő élt és azok végén lévő csúcsokat. A cél az összes n csúcs bejárása és a visszatérés a kiindulási csúcshoz, de az útvonalak összegének a lehető legkisebbnek kell lennie. A problémát úgy is érthetjük, mint az utazó ügynök problémáját, ahol az ügynöknek útközben fel kell fedeznie a grafikont. 
Az általános gráfok esetében a legismertebb algoritmusok az irányítatlan és irányított gráfok egyszerű mohó algoritmusa: 
- Irányítatlan esetben a mohó bejárás legfeljebb O(ln n) -szer hosszabb, mint az optimális bejárás.[1] A determinisztikus online algoritmusok ismert legjobb alsó határa 2.5 − ε;[2]
- Irányított esetben a mohó bejárás legfeljebb (n − 1)-szer hosszabb, mint az optimális bejárás. Ez megegyezik az n − 1 alsó határértékével.[3] Hasonló versenyképes alsó korlát Ω (n) ha véletlenszerű algoritmusokra is vonatkozik, amelyek megismerik az egyes csomópontok koordinátáit egy geometriai beágyazódásban.Ha az összes csomópont bejárása helyett csak egyetlen „kincs” csomópontot kell megtalálni, a korlátozások az irányított gráfon vannak Θ (n 2), mind determinisztikus és véletlenszerű algoritmusok esetében is.

## Univerzális bejárási szekvenciák
Az univerzális keresztirányú szekvencia olyan utasítások sorozata, amely tartalmaz egy gráf túllépést bármely szabályos gráfra, meghatározott számú csúcsra és csak a kezdő csúcsra. Egy valószínűségi bizonyítékot használták fel az Aleliunas munkatársai annak bemutatásra, hogy létezik egyetemes bejárási sorrend, amiben az utasítások száma arányos az O(n5) bármely n csúcsú normál gráfra. A sorozatban megadott lépések az aktuális csomópontra vonatkoznak, nem az összesre. Például, ha az aktuális csomópont v j, és v j d szomszédok, akkor a bejárási sorrend meghatározza a következő bejárandó csomópontot, v j +1, mint az i-edik szomszédja v j, ahol 1 ≤ i ≤ d. 

## Fordítás
Ez a szócikk részben vagy egészben  a   Graph traversal című angol Wikipédia-szócikk ezen változatának fordításán alapul.  Az eredeti cikk szerkesztőit annak laptörténete sorolja fel. Ez a jelzés csupán a megfogalmazás eredetét és a szerzői jogokat jelzi, nem szolgál a cikkben szereplő információk forrásmegjelöléseként.